# Andriivka, Cemerivți
Andriivka (în ucraineană Андріївка) este o comună în raionul Cemerivți, regiunea Hmelnîțkîi, Ucraina, formată numai din satul de reședință.

## Demografie
Componența lingvistică a comunei Andriivka
     Ucraineană (99,59%)
     Alte limbi (0,41%)
Conform recensământului din 2001, majoritatea populației comunei Andriivka era vorbitoare de ucraineană (99,59%), existând în minoritate și vorbitori de alte limbi.